# Богородиця Одигітрія (Межиріч)

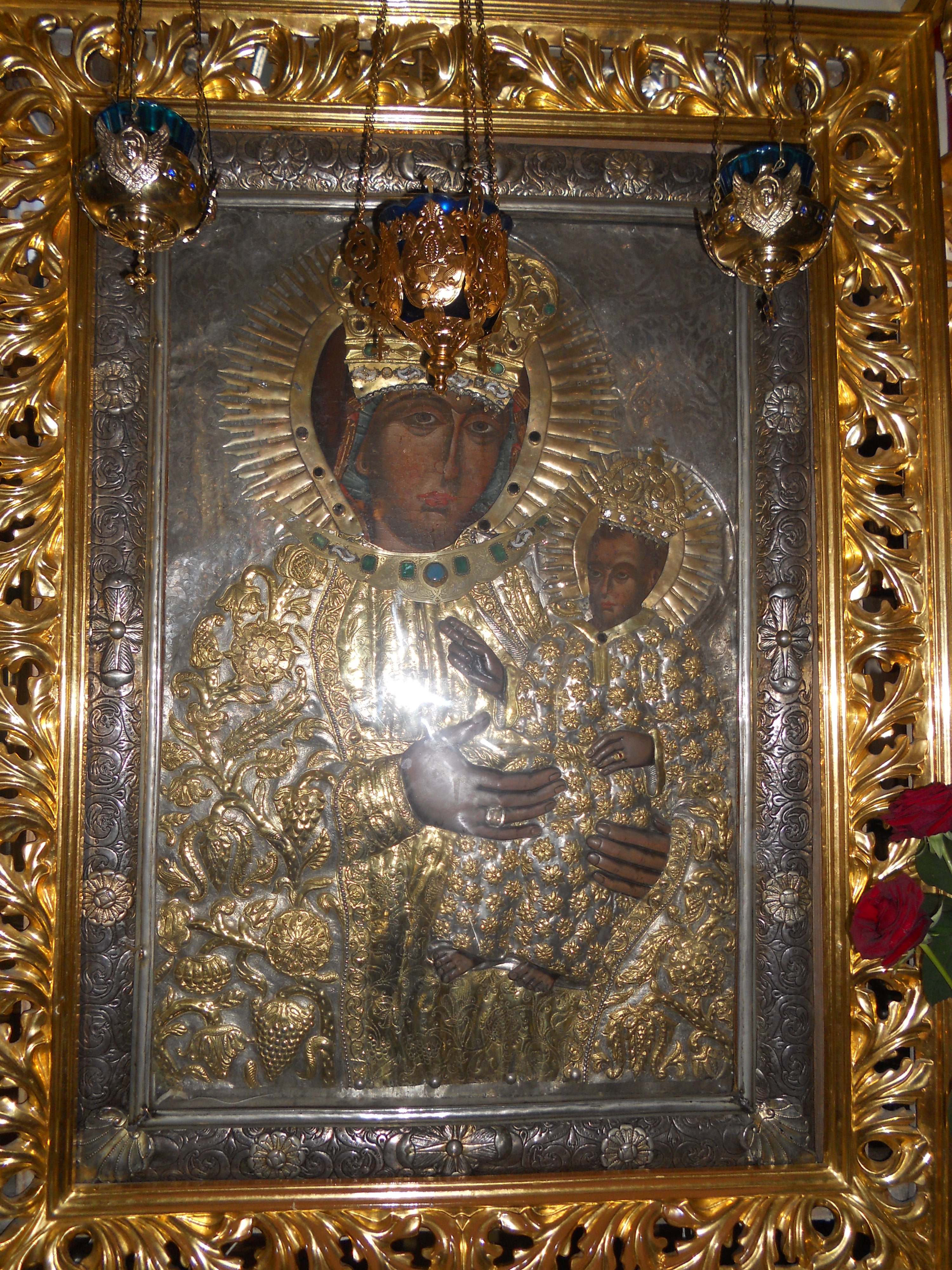
Ікона в шатах і рамі

«Богородиця Одигітрія» — Одигітрія буквально перекладається як «порятунок або здоров'я» — назва візантійської ікони із зображенням Мадонни з немовлям датованої зламом XV–XVI століть, що розташована в Межиріцькому монастирі на Волині.
Ймовірно ікона була привезена з Афону як подарунок князеві Костянтину Острозькому і в подальшому передана до Межиріцького монастиря.

## Історія
Ікона написана темперою. Розмір 70 х 90. Виконана в яскравих кольорах, з використанням гіматію і крапу. Це дає підстави датувати ікону за стилем так званого палеологівського відродження візантійського іконопису, зламом XV–XVI століть.
Як пише дослідниця ікони Інна Пархоменко:
| «...всі іконографічні дані, особливості композиції, манери виконання, колористичної гами живопису та емоційного забарвлення (характерного для грецького іконопису суворості, певної важкуватості форм, брак м'якості, притаманної українському іконопису) промовляють за її неукраїнське походження або ж наслідування давнього класичного канону.»[1] |
Ймовірно ікона була привезена з Афону як подарунок князеві Костянтину Острозькому і в подальшому передана до Межиріцького монастиря.
Рослинне орнаментування тла ікони виконано українським майстром наприкінці XV — на початку XVI століття.
У 1779 році під час великої урочистості чудотворний образ Межиріцької Богородиці короновано коронами з золота і дорогоцінного каміння виготовленими у Римі.
У 1866 році російська імператриця Марія Фьодоровна подарувала срібний оклад до ікони, оздоблений дванадцятьма смарагдами.
Під час Першої світової війни образ було вивезено до Харкова, звідки він повернувся в 1918 році без срібних шат і корони. Нинішні прикраси ікони лише відтворюють колишні.
В 1961 році від чергової радянської реквізиції вберегла та з власної ініціативи відреставрувала Холопцева Ганна Василівна.